# براندي فيشر
براندي فيشر (بالإنجليزية: Brandy Fisher)‏ هي لاعبة هوكي الجليد أمريكية، ولدت في 28 أكتوبر 1975.